# Tomasz II Zaremba
Tomasz II Zaremba (ur. ok. 1230, zm. 15 marca 1292) – biskup wrocławski od 1270, znany z wieloletniego (toczonego w latach 1274–1287) sporu z księciem Henrykiem IV Probusem.
Pochodził z wielkopolskiego rodu Zarembów. Jego ojcem był Bogusław Starszy ze Strzelina, kasztelan najpierw Ryczyna, a później Niemczy. Miał trzech braci: Racława zwanego Drzemlikiem – kasztelana ryczyńskiego, Deczkę – podczaszego wrocławskiego, a później kasztelana zamku Tiefensee koło Grotkowa oraz Bogusława Młodszego – kasztelana otmuchowskiego. Jego wujem był poprzedni konsekrowany biskup wrocławski Tomasz I ze śląskiego rodu Jeleńczyków.
Bardzo możliwe, że Tomasz odbył studia prawnicze w Bolonii, brak jednak na ten temat jednoznacznych przesłanek. Wiadomo, że był kapelanem kardynała Giacomo Savelli. 
Od 1250 roku, a na stałe od 1258 spotykamy Tomasza II w otoczeniu wuja Tomasza I. Został wybrany archidiakonem opolskim 19 marca 1264 r., a następnie w 1268 r. kustoszem katedralnym wrocławskim. W czasie administrowania diecezją przez Władysława salzburskiego Tomasz nie znajdował się w otoczeniu biskupa, lecz najprawdopodobniej w opozycji. W 1270 r. kapituła wybrała go biskupem wrocławskim.

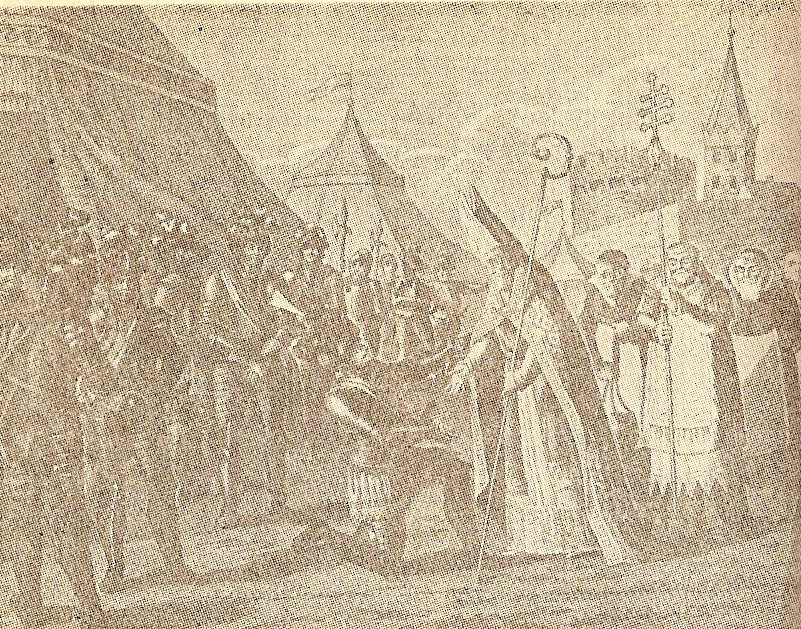
Pojednanie księcia Henryka Probusa z biskupem Tomaszem II

W czasie swych rządów zabiegał o uzyskanie przez Kościół suwerenności od władzy książęcej, tocząc długotrwałe spory z księciem wrocławskim Henrykiem IV Probusem, w związku z czym musiał uchodzić ze stolicy diecezji do Raciborza. Przeprowadził dwukrotnie synod diecezjalny (1279, 1290). Uczestniczył w Soborze Lyońskim II w 1274 r.
Za jego rządów powstały kolegiaty w Raciborzu i św. Krzyża we Wrocławiu. Otrzymał dla siebie i swoich następców przywilej niezależności od władzy książęcej w postaci kasztelanii nysko–otmuchowskiej w 1290 r.